# Xã Stone Creek, Quận Bottineau, Bắc Dakota
Xã Stone Creek (tiếng Anh: Stone Creek Township) là một xã thuộc quận Bottineau, tiểu bang Bắc Dakota, Hoa Kỳ. Năm 2010, dân số của xã này là 19 người.